# قناق

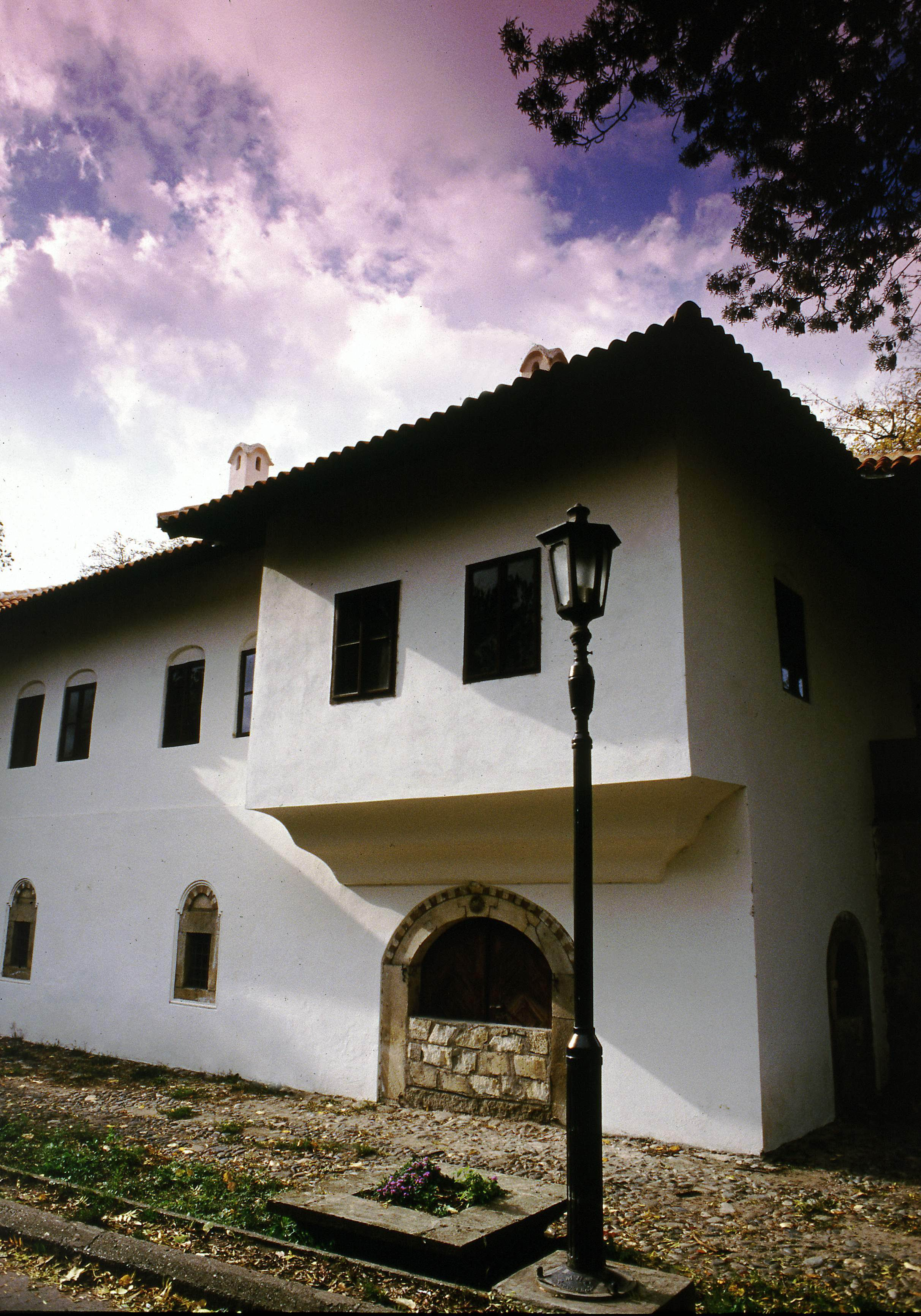
قناق في صربيا.

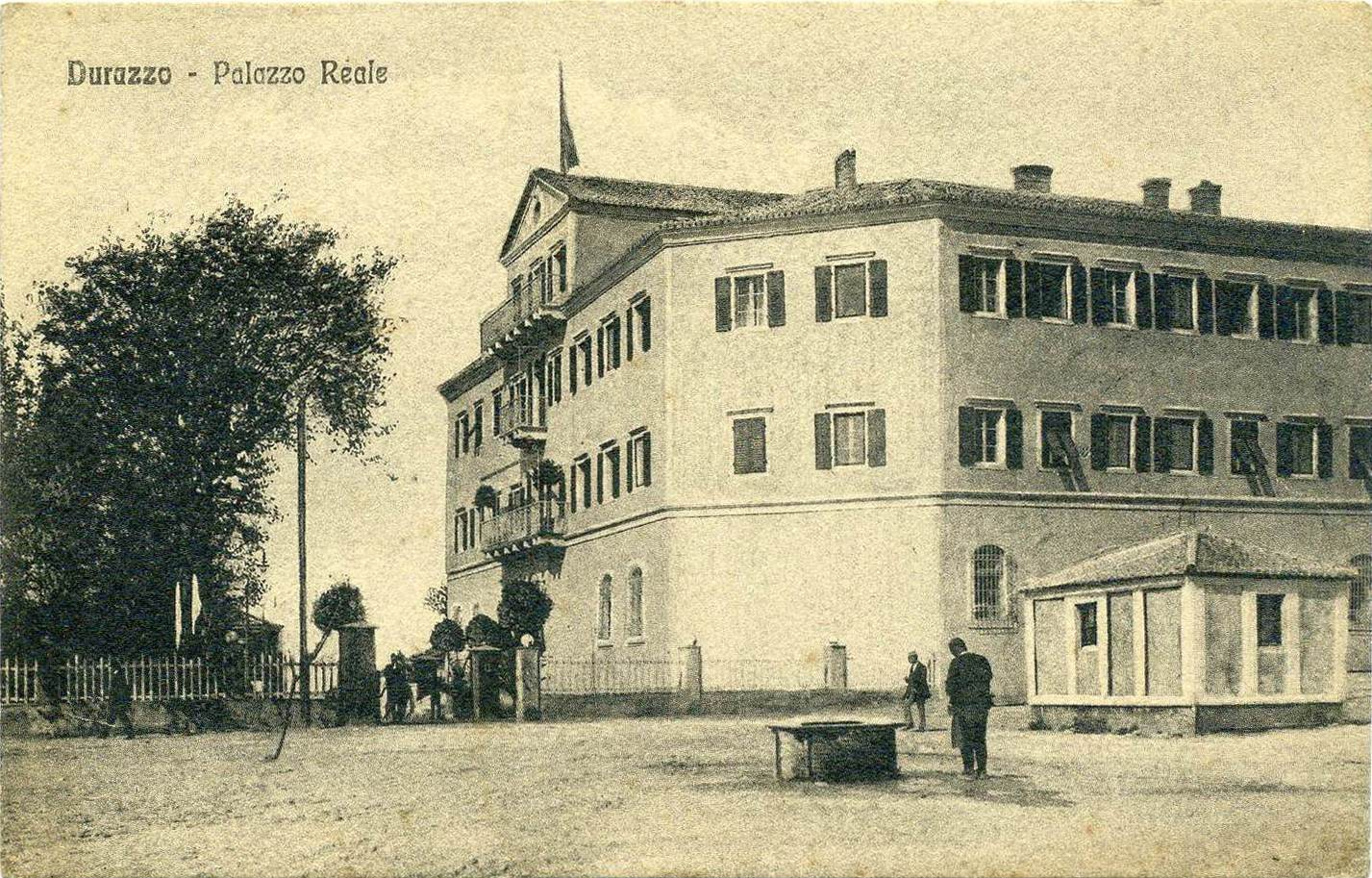
قناق في دراس ألبانيا.

القناق أحد أنواع قصور الحاكم العثماني، أقيم عادة من طبقات خشبية متعددة، تشمل أدناها على حجرات للاستقبال سلاملك و تشمل الثانية فوقها على غرف الحريم حرملك.